# Grand Prix automobile de la cité d'Imola

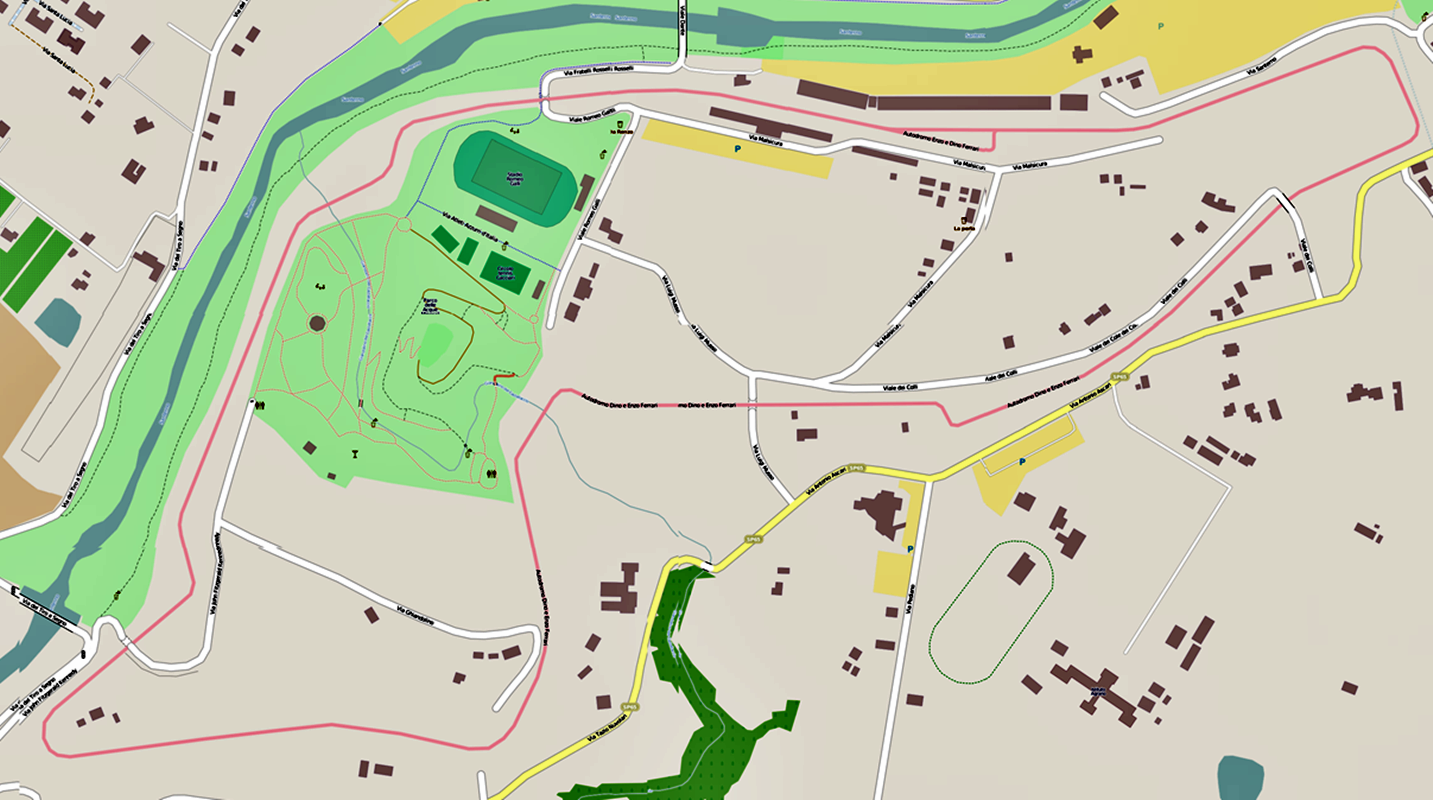
Autodromo Enzo e Dino Ferrari.

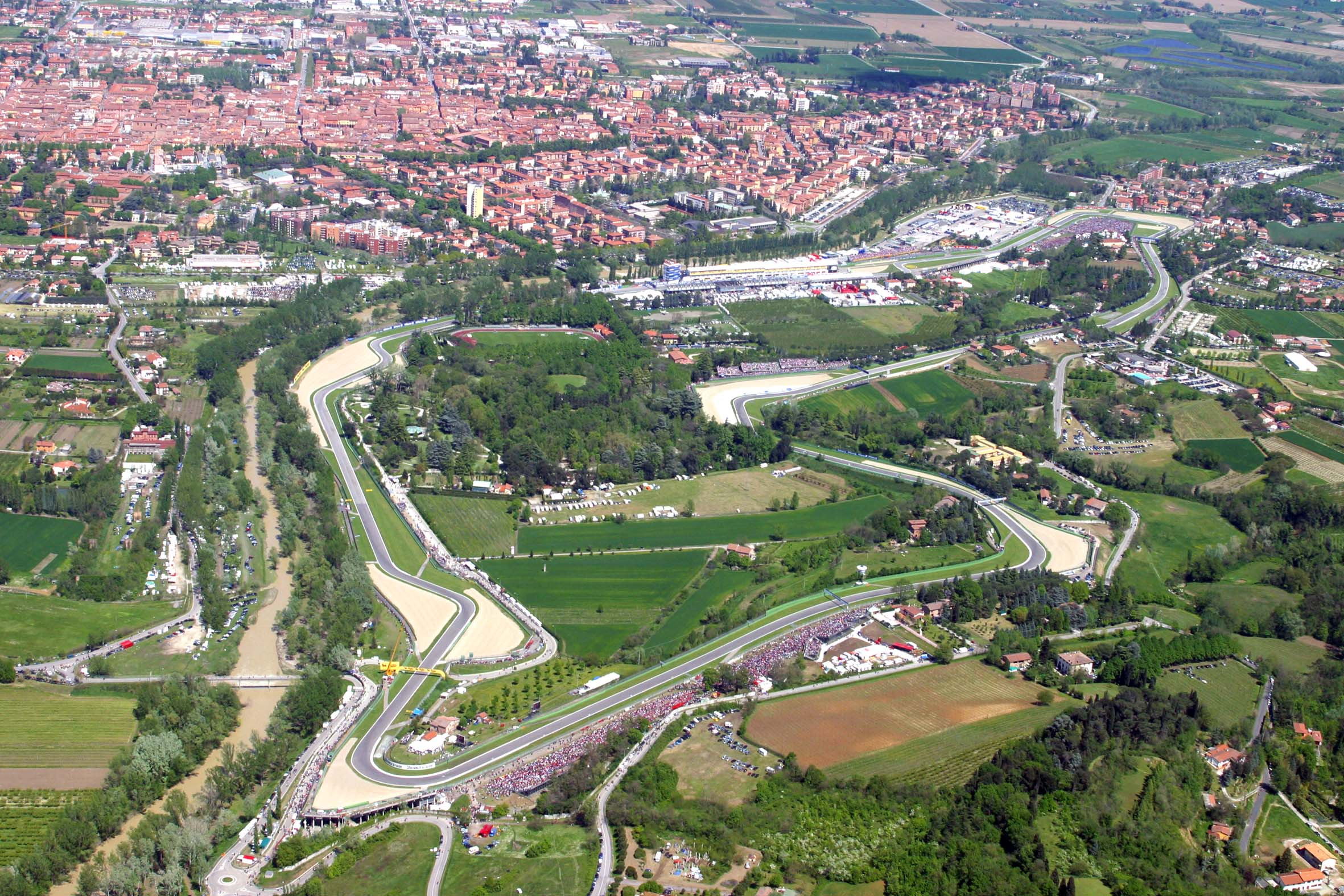
Vue globale de l'autodrome.

Le Grand Prix de la cité d'Imola (Gran Premio Città di Imola, ou Grand Prix Shell d'Imola), était disputé sur l'autodromo di Imola inauguré en avril 1953 après des travaux commencé en mars 1950, en ville métropolitaine de Bologne.
Après quelques courses de motos en 1953, le 20 juin 1954 se déroule la Coppa d'oro Shell, première course automobile sur le site, gagnée par Umberto Maglioli, pour des voitures de sport de 2 000 cm3. Le circuit, peu utilisé pendant de nombreuses années, car ouvert seulement quelques jours par an, est alors composé de routes ouvertes à la circulation. En 1979, ses derniers aménagements et la suppression définitive de la signalétique routière au sol ainsi que sur les côtés permettent enfin une gestion plus ambitieuse du tracé par son directeur Roberto Nosetto.
Dino Ferrari décède en juin 1956, et le circuit est renommé le 8 septembre 1970 Autodromo Dino Ferrari, puis Autodromo Enzo e Dino Ferrari en 1988, à la mort de son père Enzo.
| Année      | Date         | Vainqueur           | Voiture                          | Catégorie   |
| ---------- | ------------ | ------------------- | -------------------------------- | ----------- |
| 1954       | 20 juin      | Umberto Maglioli    | Ferrari 500 Mondial              | Sport       |
| 1955       | 19 juin      | Cesare Perdisa      | Maserati A6GCS                   | Sport       |
| 1956       | 30 septembre | Eugenio Castellotti | Osca MT4 1500                    | Sport       |
| 1957-1962  | Non disputé  | Non disputé         | Non disputé                      | Non disputé |
| 1963       | 21 avril     | Jim Clark           | Lotus 25-Climax FWMV V8          | Formule 1   |
| 1964*      | ?            | ?                   | ?                                | ?           |
| 1965       | 11 avril     | Herbert Demetz      | Abarth-Simca 1300 Bialbero       | Sport GT    |
| 1966-1969* | ?            | ?                   | ?                                | ?           |
| 1970       | 27 septembre | Clay Regazzoni      | Tecno 70-Cosworth FVA            | Formule 2   |
| 1971       | 25 juillet   | José Carlos Pace    | March 712M-Cosworth FVA/Lucas    | Formule 2   |
| 1972       | 23 juillet   | John Surtees        | Surtees TS10-Ford BDA/Brian Hart | Formule 2   |

(* répartition de trois autres éditions sur cinq saisons?)
Après le Grand Prix Dino Ferrari 1979 gagné par Niki Lauda hors championnat du monde de Formule 1, le Grand Prix d'Italie 1980 gagné par Nelson Piquet, et les Grand Prix automobile de Saint-Marin de 1981 à 2006, d'autres Grand Prix se déroulèrent encore à Imola, cette fois en Formule 3000, en 1986 et 1987, puis à partir de 1998, les Formule 3 n'étant concernées que par la Coppa A.C. di Bologna à partir de 1964, ou Coppa Bruno Deserti, puis la Coppa Benaglia, apparue en 1971, la Coppa Bevilacqua en 1976, le Trofeo Autosprint en 1977…